# Центр Ейдос
Центр «Ейдос» (Центр політичних студій та аналітики «Ейдос») — це аналітично-ресурсна організація, заснована у 2007 році з метою дослідження та реформування сфери публічних фінансів, боротьби з корупцією, підвищення рівня громадської та політичної освіти серед населення, розвитку локальної демократії та налагодження комунікації між різними сторонами життя.

## Історія
До 2016 року Центр «Ейдос» був відомий як «Центр політичних студій та аналітики», який здобув визнання завдяки своїй роботі у коаліціях «Чесно» та «Реанімаційний пакет реформ», над такими проєктами як Вища політична школа, система візуалізації бюджетів «Відкритий бюджет», Прозорі ради та ін., закони «Про відкритість використання публічних коштів» (портал e-data.gov.ua), «Про запобігання та протидію політичній корупції» (держфінансування партій), «Про Рахункову палату» тощо.
У 2015 році Центр став регіональним представником в Україні найбільшої світової мережі дослідників бюджетів International Budget Partnership.
Починаючи з 5 квітня 2016 року Центр політичних студій та аналітики став Центром «Ейдос». Зміна назви та логотипу пов'язана виключно з фактом зростання масштабів організації, її розвитку та прагнення стати ще кращою. Саме тому було вирішено вдосконалити її візуальні елементи та назву у відповідності до образу. Для назви було обрано поняття — Ейдос, що в давньогрецькій філософії означає ідеальні речі та процеси, саме такі, якими вони мали би бути. Така назва розкриває бажання команди Центру «Ейдос» зробити реальними їхні ідеї та мрії про майбутнє України. В результаті ребрендингу змінилися назва Центру, його логотип, сайт і візуальний стиль, та ніяк не сутність, підходи та стандарти роботи, які залишилися на тому ж рівні і будуть тільки покращуватися.

## Керівництво
Найвищим уповноваженим органом Центру є Загальні збори організації. Стратегічним управлінням Центру займається Правління Центру.
Операційне управління здійснюють голова та виконавчий директор. Головою Центру «Ейдос» є Віктор Таран, а виконавчим директором — Ольга Будник.

## Міжнародна співпраця та фінансування
Діяльність Центру фінансується виключно міжнародними організаціями, як то Єврокомісія, Рада Європи, Міжнародний фонд Відродження, Transparancy International Україна. У 2015 році проєкти Центру «Ейдос» фінансувалися 12 міжнародними партнерами. Дотримуючись принципів прозорості та підзвітності Центр щороку публічно звітує про свій бюджет.